# Liteni (okręg Jassy)
Liteni – wieś w Rumunii, w okręgu Jassy, w gminie Belcești. W 2011 roku liczyła 1394 mieszkańców.